# Evangelische Kirche (Frischborn)

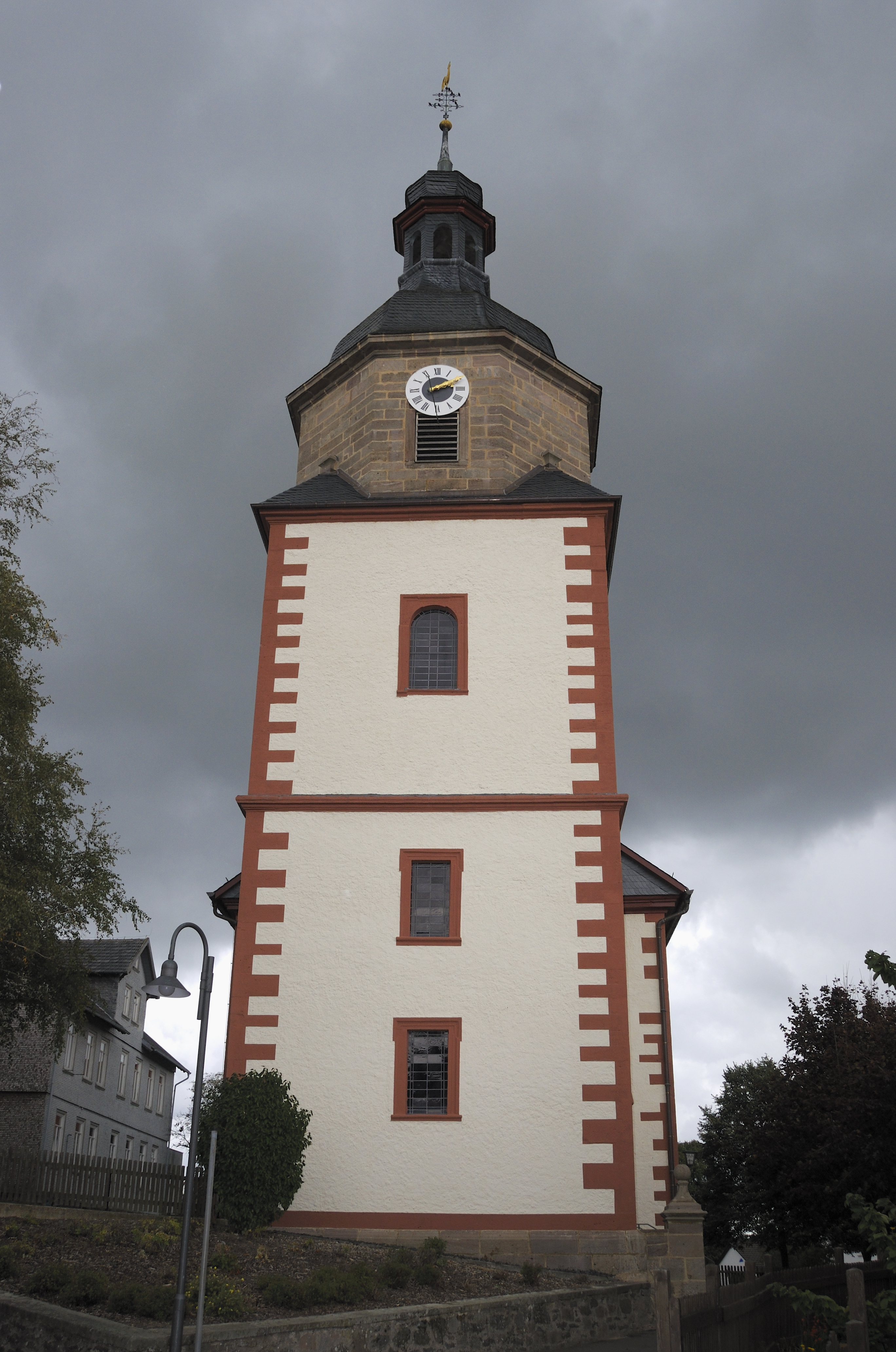
Evangelische Kirche Frischborn

Die Evangelische Kirche Frischborn ist ein denkmalgeschütztes Kirchengebäude, das im Ortsteil Frischborn der Kreisstadt Lauterbach im Vogelsbergkreis (Hessen) steht. Die Kirchengemeinde gehört zum Dekanat Vogelsberg in der Propstei Oberhessen der Evangelischen Kirche in Hessen und Nassau.

## Beschreibung
Die verputzte Saalkirche wurde 1702–05 unter Verwendung von Teilen des Vorgängerbaus erbaut. Das Kirchenschiff hat einen dreiseitigen Schluss im Osten. Der Kirchturm im Westen erhielt 1732/33 auf den verputzten Geschossen nach einem Entwurf von Hans Caspar Schüßler zur Unterbringung der Turmuhr und des Glockenstuhls  ein achteckiges Geschoss aus Quadermauerwerk. Darauf sitzt eine geschweifte Haube, bekrönt mit einer offenen Laterne. Über dem Portal im Süden befindet sich das Wappen der Riedesel.
Der Chor ist vom Kirchenschiff durch einen Triumphbogen abgeteilt. Die Flachdecke im Innenraum ist mit Stuck verziert. Im Kirchenschiff sind die Emporen L-förmig, ihre Brüstungen wurden 1932 bemalt. Die Kanzel und ihr Schalldeckel wurde 1705 von Joachim Ulrich gebaut, am Korb stehen Statuen der vier Evangelisten und von Jesus Christus. Das Kruzifix ist von 1651, das Taufbecken von 1604.
Die Orgel auf der Empore hat 14 Register, zwei Manuale und ein Pedal. Sie wurde 1897 von Johann Georg Förster gebaut.